# Vladimir Kutjerov
Vladimir Georgijevitj Kutjerov (ryska: Владимир Георгиевич Кучеров), född 20 augusti 1955 i Moskva, är en rysk forskare i petroleumteknik som även är verksam i Sverige.
Kutjerov studerade vid Gubkin-universitetet för olja och gas i Moskva, där han tog examen 1977 med en specialisering i maskinteknik. Åren 1977–1978 arbetade han som ingenjör vid gummiindustrins forskningsinstitut. Han var därefter verksam vid Gubkin-universitetet som ingenjör, forskningsassistent och doktorand. 1990 blev han doktorskandidat med en avhandling, publicerad 1987, med titeln Heat-Transfer Properties of Oil-Water Emulsions and Methods of Their Calculation for the Conditions of Oil Gathering and Treating. 2005 tog han en doktorsexamen vid Lomonosov-universitetet för finkemikalieteknik ("MITHT") i Moskva med avhandlingen Experimental Researches of Heat-Transfer Properties and Phase Behavior of Complex Hydrocarbon Systems at High Pressure. 2006 blev han professor i fysikalisk kemi vid MITHT. Från 2009 är han professor i fysik vid Gubkin-universitetet.
Kutjerov har varit gästforskare vid Umeå universitet och varit verksam från 2009 som associerad professor på deltid vid Kungliga Tekniska högskolan (KTH) i Stockholm.
Kutjerovs forskningsområden är experimentella studier av bildning av kolväten under förhållanden motsvarande jordens yttre mantel och studier av komplexa kolvätesystems fasbeteende och egenskaper under superhöga tillståndsstorheter. Hans forskning ligger därmed nära kemitekniken.
År 2009 uppmärksammades Kutjerov i svensk press för uppgifter om att kolväten bildas i jordens inre utan fossiler, ett forskningsrön som skulle öka chansen att hitta olja i Sverige. Hypotesen om abiotisk petroleum var dock inte ny, utan har en lång tradition i Ryssland, där den formulerades redan på sovjettiden, tidigare än Thomas Gold publicerade sina teorier. Kutjerov är också verksam som konsult åt det svenska företaget Igrene  som borrar efter naturgas i Siljansringen och är en efterföljare till Dala Djupgas.